# Microsega bella
Microsega bella (лат.) — вид ос-блестянок, единственный в составе монотипического рода Microsega из подсемейства Amiseginae.

## Распространение
Северная Америка: США.

## Описание
Мелкие бескрылые осы-блестянки (около 3 мм) со стебельчатым брюшком. Голова без затылочного киля, щёчные бороздки отсутствуют. Пронотум выпуклый, равен по длине скутуму и скутеллюму (метанотум редуцирован до узкого склерита). Проподеум округлый. Мезоплеврон пунктированный, без бороздок. Самцы бескрылые, самки бескрылые. Коготки лапок зубчатые. Паразитоиды. Таксон был впервые описан в 1960 году американским гименоптерологом Карлом Кромбейном (Karl V. Krombein; Department of Entomology, National Museum of Natural History, Smithsonian Institution, Вашингтон, США).